# Leandro Amaral
Leandro Câmara do Amaral, mais conhecido como Leandro Amaral (São Paulo, 6 de agosto de 1977) é um ex-futebolista brasileiro que atuava como atacante.
No início da carreira era apenas conhecido como Leandro. O sobrenome foi adicionado e mantido desde a sua breve passagem pelo Corinthians, em 2003.
Seu pai Júlio Amaral foi jogador do Palmeiras na década de 60.

## Carreira

### Início da carreira na Portuguesa e ida para a Fiorentina
Surgiu no time profissional da Portuguesa em 1996 na conquista do Torneio Início Paulista e foi mais utilizado no ano seguinte considerado uma das revelações do ano de 1997. No Campeonato Brasileiro de 1997, marcou 10 gols, ficando atrás apenas de Rodrigo Fabri (16 gols) entre os artilheiros da equipe na competição. 
Em 1998, Leandro teve como companheiro de ataque o centroavante Evair, ídolo histórico do Palmeiras. Liderada por sua dupla de ataque, a equipe alcançou as semifinais do Campeonato Paulista de 1998, sendo eliminada em um polêmico empate com o Corinthians.
O atacante ganhou projeção nacional ao anotar 15 gols no Campeonato Brasileiro de 1998. Ao lado de Evair e do meio-campista Alexandre, o atacante foi protagonista em uma excelente campanha da Portuguesa, que alcançou as semifinais, sendo eliminada pelo Cruzeiro.
Leandro deixou a Lusa em meados de 2000, com destino a Portugal, onde atuaria pelo Porto. No entanto, horas antes de sua apresentação oficial no clube português, o jogador teve uma conversa com o presidente da Fiorentina, que ofereceu o triplo do que o atacante ganharia na equipe portuguesa, e foi para o futebol italiano, sequer aparecendo na coletiva de imprensa do Porto. Pela equipe italiana, marcou 8 gols em 26 partidas e conquistou a Copa da Itália em 2000/2001.

### Seleção Brasileira
Por conta de seu desempenho, o atacante foi cotado para uma vaga na Seleção Brasileira que disputou as Olimpíadas de Sydney, em 2000, mas acabou preterido pelo então técnico Vanderlei Luxemburgo. 
Em 2001, foi convocado e disputou a Copa das Confederações de 2001. 
No total, acumulou 7 convocações para a Seleção, não tendo anotado nenhum gol. 

### Retornos à Portuguesa
Em 2004, Leandro retornaria ao Canindé para a disputa do Campeonato Brasileiro da Série B, anotando 8 gols.
Após breve passagem pelo Istres-FRA, Leandro vestiria novamente a camisa da Lusa em 2005. A Portuguesa montaria um forte elenco para a disputa do Campeonato Brasileiro da Série B de 2005, novamente buscando o acesso. Em um campeonato que contava com outras grandes equipes como Grêmio, Santa Cruz e Náutico, a Lusa chegou ao quadrangular final, mas uma queda no desempenho da equipe na reta final seria crucial para a perda do segundo lugar para o Santa Cruz, com a equipe pernambucana classificando ao lado do Grêmio para a Série A. Leandro foi novamente protagonista com a camisa 7 da Lusa, anotando 9 gols no campeonato, sendo o vice-artilheiro da equipe no certame, perdendo apenas para o falecido meia Cléber, com 14. 

### "O Matador do Canindé"
Leandro Amaral é considerado um dos ídolos do clube pela torcida da Portuguesa, fazendo parte de uma geração vitoriosa marcada por nomes como Capitão, Zé Roberto, Rodrigo Fabri, entre outros. É o maior artilheiro da história do Estádio do Canindé, com 62 gols em 94 jogos, lhe rendendo o apelido "Matador do Canindé".
No total, Leandro Amaral disputou 212 jogos pela Portuguesa, com 87 vitórias, 57 empates e 68 derrotas. Marcou, ao todo, 105 gols vestindo a camisa rubro-verde.

### Vasco da Gama
Depois de passagens apagadas por Fiorentina, São Paulo e alguns outros clubes, em 2006, Leandro Amaral foi contratado pelo Vasco da Gama, fazendo a sua estreia no dia 16 de setembro, em um jogo válido pelo Campeonato Brasileiro contra o Goiás. Esse jogo acabou 0x0, com Leandro Amaral entrando apenas no segundo tempo, e o jogador que até então sempre se gabava em dizer que havia marcado gols em todas as suas estreias por uma nova equipe, passou em branco.
Mas diferente das experiências nos seus clubes anteriores, Leandro Amaral teve um bom desempenho em sua passagem pelo clube carioca. 
Esse bom desempenho pelo Vasco da Gama acabou o valorizando, o que o transformou no alvo de muitos clubes nacionais e estrangeiros. No início de 2007 o jogador foi sondado pelo Santos. No meio da temporada, quando estava machucado, foi alvo de clubes árabes e do Real Bétis, que decidiu não avançar nas negociações por considerar o jogador velho demais para seus planos. As boas atuações pelo Campeonato Brasileiro renderam ao jogador o prêmio Bola de Prata na posição de atacante, e levantaram uma nova de onda de especulações envolvendo seu nome, a maioria se relacionando com uma possível transferência para o Fluminense. O atacante também teria sido alvo de São Paulo, Palmeiras, Botafogo e do time japonês Kashima Antlers.
Devido ao grande interesse no atacante, o presidente do Vasco, Eurico Miranda, renovou seu contrato por mais um ano, usando uma cláusula de renovação automática presente no compromisso vigente e lhe deu um aumento salarial de 150%. A renovação unilateral teria irritado o jogador, que afirmou que gostaria de se transferir para o Kashima Antlers e que o presidente vascaíno não estaria cumprindo um acordo verbal entre os dois.
A polêmica abriu uma briga entre o jogador e seu procurador, José Renato, que por conta disso foi despedido. Leandro acusou José Renato de apenas defender os interesses do Vasco e não os dele, e de ser o responsável pelo insucesso da negociação com o Kashima Antlers. Após por diversas vezes Leandro negar a existência da cláusula de renovação unilateral, José Renato veio a público com o contrato para provar a existência da mesma. Ainda nessa entrevista, o procurador acusou Leandro de estar negociando sua ida para o Fluminense desde maio.
A polêmica da renovação acabou parando na justiça. A audiência inicial do caso, processo 01545-2007-066-01-00-4, foi marcada para o dia 14 de janeiro de 2008 na 66ª Vara do Trabalho. Antes do caso vir a ser julgado, o atleta conseguiu uma liminar na justiça que o desligou do Vasco.

### Fluminense
Após a vitória parcial na justiça, Leandro assinou um contrato de dois anos com o Fluminense. No Tricolor Carioca o jogador continuou com a boa fase vivida no Vasco, marcando 4 gols em 6 jogos pelo Campeonato Carioca de 2008. Ainda com o caso na justiça trabalhista, Eurico Miranda voltou a atacar o jogador e o Fluminense, acusando novamente o clube de aliciamento, além de afirmar que Fluminense teria mostrado documentos falsos na audiência e que levaria o caso até a FIFA se fosse preciso.

### O retorno ao Vasco
No dia 27 de fevereiro de 2008, o Vasco conseguiu anular a liminar de Leandro, impedindo o jogador de atuar pelo Tricolor das Laranjeiras. Com isso o jogador voltou  ter o contrato atrelado ao Gigante da Colina. No mesmo dia, o ex-procurador de Leandro, José Renato, prestou queixa em delegacia do Rio, contra o atleta por difamação..
Por fim, o jogador foi derrotado em 1ª instância na Justiça do Trabalho e em recurso interposto, ao ser analisado pelo Desembargador Relator do TRT da 1ª Região (RJ), não teve atribuído o efeito suspensivo requerido pelos advogados do atleta. Assim, em 25 de abril de 2008, o jogador foi obrigado a se reapresentar ao clube de São Januário.
A reestreia oficial pelo Vasco aconteceu em 7 de maio de 2008, no próprio Estádio São Januário, em partida contra o Corinthians Alagoano, válida pelas quartas-de-final da Copa do Brasil (jogo de ida). Numa partida brilhante, a equipe carioca derrotou por 5 X 1 o time alagoano, com direito a um belo gol de Leandro Amaral.
O atleta não foi vaiado pela torcida, na entrada em campo. A reconciliação aconteceu com o gol marcado, o quarto do Vasco na partida, quando, na comemoração, Edmundo pediu para que a torcida do clube carioca aplaudisse Leandro Amaral, sendo prontamente atendido pelos torcedores cruzmaltinos presentes naquela partida (mais de 20 mil pessoas).

### O retorno ao Fluminense
No final do ano, após o rebaixamento inédito do Vasco, voltou logo depois ao Fluminense e assinou por dois anos para sua segunda passagem no tricolor carioca, mesmo após o presidente vascaíno Roberto Dinamite ter dito que gostaria que Leandro ficasse na colina para jogar a Série B e após o próprio jogador afirmar durante o Campeonato Brasileiro de Futebol de 2008 que mesmo em caso de rebaixamento não sairia do clube. Mas uma séria lesão no joelho, que culminou numa rara inflamação (o que o deixou fora dos gramados por praticamente toda a temporada 2009), fez com que em 2010 Leandro fosse dispensado pelo Tricolor Carioca.

### Flamengo
Em junho de 2010, Zico ficou sensibilizado com o drama vivido pelo atacante e decidiu apoiar a volta de Leandro Amaral aos gramados, assim, propôs a ele 1 mês de treinamentos com profissionais do Flamengo, se Leandro conseguisse mostrar que conseguiria voltar a jogar em alto nível, seria contratado pelo Flamengo para a disputa do Brasileirão 2010 e após 1 mês de treinos e testes no CFZ, sob supervisão dos profissionais do Flamengo, Leandro Amaral mostrou estar recuperado e assinou um contrato de risco com o rubro-negro carioca.
Em 3 de agosto, Leandro Amaral foi apresentado na Gávea como novo camisa 33 do rubro-negro carioca. O jogador agradeceu bastante a oportunidade dada por Zico no momento mais difícil da sua carreira. No dia 14 de agosto fez sua estreia contra o Ceará. Mas com as contratações de Deivid e Diogo, além dos gols de Val Baiano e as boas atuações do garoto Diego Maurício, Leandro foi relegado à quinta opção para o ataque. Acabou jogando até com a equipe sub-23. Em 27 de outubro, Leandro Amaral entrou em acordo com o clube e rescindiu o contrato.

### Aposentadoria
Por complicações devido às seguidas lesões no joelho, Leandro decidiu encerrar a carreira como jogador de futebol em 2010, com 33 anos. 
Hoje, vive na Florida, nos Estados Unidos, com a esposa e seus filhos, trigêmeos, preparando atletas de futebol e atuando como técnico de equipes infantis.

## Títulos
Portuguesa (Juniores)
- Campeonato Paulista Sub-17: 1992

Portuguesa
- Torneio Início Paulista: 1996
- Campeonato Paulista de Aspirantes: 1997

Fiorentina
- Copa da Itália: 2001

São Paulo
- Supercampeonato Paulista: 2002

### Prêmios
- Maior artilheiro da Portuguesa de Desportos nos anos 90 com 65 gols marcados.
- 5° Maior artilheiro do  Vasco da Gama no Século 21 com 51 gols marcados.[35]
- 8° Maior artilheiro de todos os tempos da  história da Portuguesa de Desportos com 105 gols marcados.
- Maior artilheiro do Vasco da Gama na era dos pontos corridos do Campeonato Brasileiro (desde 2003) com 32 gols marcados.
- Maior artilheiro do Estádio do Canindé, com 62 gols em 94 jogos e no total disputou 212 jogos pela Portuguesa de Desportos e marcou 105 gols.
- Bola de Prata: 2007
- Seleção do Campeonato Brasileiro em 2007
- Artilheiro do Vasco da Gama na temporada de 2007 com 30 gols.
- Jogador do ano: Melhor jogador do Vasco da Gama na temporada 2007.
- Artilheiro da Taça Guanabara de 2007 com 7 gols.